# 梶原平三誉石切
梶原平三誉石切（かじわらへいぞうほまれのいしきり）は歌舞伎狂言の演目名。通称「石切梶原」。演じる役者によって外題名が変わる。もとは享保15（1730）年大阪竹本座初演の文耕堂・長谷川千四ら合作の浄瑠璃「三浦大助紅梅靮」（みうらのおおすけこうばいたづな）全五段のうち三段目「星合寺の段」が原作で、今日この場面だけが独立して上演される。

## あらすじ
伊豆に流されていた源頼朝は、一旦兵をあげたものの石橋山の戦いに敗れ、姿をくらました。頼朝に味方する多くの関東の武士の中で、三浦大助や真田文蔵らは、再挙を図るために軍資金調達に奔走。文蔵の許嫁の梢、その父で大助の息子の青貝師六郎太夫も、家伝来の宝刀の売り手を探していた。
「目利き」
おりしも鶴岡八幡宮に平家方の大庭三郎と弟の俣野五郎が参詣に来る。そこへ、同じ平家に心を寄せる梶原平三も参詣にくる。普段は不仲な両者でも、そこは神前。ともに武運長久と勝利を祈って盃を交わす。
そこへ六郎太夫親娘、以前約束した名刀を大庭に売りに来る。大庭は梶原に鑑定を頼むと梶原から名刀との返事。喜ぶ太夫に、俣野が「待て。いかなる名刀かは知れぬが、切れ味が劣れば鰹かきも同じことだわ。」と注文を出す。
「二つ胴」
あせる太夫は、ならば二つ胴（胴体を一気に二つ切るほどの切れ味）の試し切りを願う。だが、試し切りになる囚人は一人しかいない。梢は、「父さん。私が身を売ろうわいなあ。」と嘆く。
折しも伊東入道から頼朝再挙の知らせが入る。驚いた大庭は最早刀どころではなく、帰ろうとするのを、太夫は梢に、二つ胴の証明書が家にあると嘘をついて取りに帰らせ、自ら囚人とともに試し切りになることを願う。そこへ梢が戻ってくるが最早遅く、二人は横になって切られるのを待つばかり。
梶原は、刀を振るって二人を切り下げるが、囚人は切れたものの、太夫の縄を切っただけでしくじってしまう。
「石切り」
あざ笑う大庭、俣野を見送った梶原は、失望落胆する二人に「両人近う。」と呼びかけ、自身は源氏に味方する心であり、刀の目利きの時に差裏の八幡の文字を見て父娘が源氏に所縁ある者と分かって命を助けた。石橋山の戦いに頼朝公を助けたはほかならぬ自分であり、「形は当時平家の武士、魂は左殿の御膝元の守護の武士、命をなげうって、忠勤をつくすべし」と源氏の味方と本心を明かす。
そして、この刀はまさしく名刀で、その証拠として手水鉢を見事に真っ二つに切る。梶原の「剣も剣」と褒めると、太夫も「切り手も切り手」と称賛する。「鎌倉殿を守護なすには、これ屈強の希代の名剣」と、満足した梶原は刀を三百両で買うことを約束。三人とも喜びに満ちて意気揚々と社前を後にするのであった。

## 概略

### 名優たちの「石切梶原」
筋書きよりも役者の格で見せる典型的な演目である。生締めの捌き役の梶原、立敵の大庭、赤っ面の荒若衆の俣野、娘役の梢、老け役の六郎太夫と、丸本時代歌舞伎の典型的な役が一堂に会するオールスター形式で、朱色の玉垣、紅梅の梅の立木や釣り枝のある舞台装置など、見た目の豪華さもあいまって、人気ある春狂言である。もともと三代目中村歌右衛門が原行形式の形を作っていたが、明治期の初代市川左團次を経て、大正期に、十五代目市村羽左衛門、初代中村鴈治郎、初代中村吉右衛門の三人がそれぞれ工夫し、今日の型を作り上げた。ために、各三人とも異なる演出を行っている。
梶原役には風格ある容姿と口跡の良さがもとめられ、その意味では前述の三者の他、戦後の十一代目市川團十郎、三代目市川壽海、初代松本白鸚、二代目中村吉右衛門、五代目中村富十郎、十五代目片岡仁左衛門などが典型的な梶原役者とされる。対する大庭には単なる敵役だけでなく、有力武士としての品と風格が必要で、戦前期は七代目市川中車、戦後は二代目尾上松緑、十三代目片岡仁左衛門、九代目松本幸四郎、五代目片岡我當など幹部役者が演じる。そして重要なカギを握るのが六郎太夫役で、主役をひき立てるだけでなく、娘を思う老父の慈愛さと命を捨てることも辞さない武士（三浦大助の子）の潔さ、忠義さが必要である。八代目澤村訥子、八代目市川團蔵、九代目坂東三津五郎など腕の達者な脇役が演じた。
外題名は羽左衛門系が「名橘誉石切」（なもたちばなほまれのいしきり）で、羽左衛門の屋号「橘屋」からとられている。これに倣って五代目中村富十郎は家の紋「鷹の羽八つ車」に因み「名鷹誉石切」（なもたかしほまれのいしきり）を用いたこともあった。鴈治郎系は「梶原平三試名剱」（かじわらへいぞうためしのわざもの）とストレートな表現である。

### 三者三様の梶原 〜鴈治郎・羽左衛門・吉右衛門〜
初代鴈治郎は原作に忠実なスタンスをとっている。ここのみ原作通りの「星合寺の場」（鶴岡八幡宮の別当寺）と表記し、舞台も「小松原の的場」の文言どおりに下手に竹矢来を設けている。「和歌に心はやさしくて勇気は鬼もとりひしぐ」の浄瑠璃の言葉通り短冊を持っているところが目につく。花道でなく舞台から登場する演出には参詣もせずに帰るのが不自然といういかにも上方歌舞伎らしい理屈っぽさが見られる。役の性根は「やはり刀の切れ味を見せる処とそれ以降でしょう。」として、「石切り」を重要視している。
十五代目羽左衛門はその美貌と華やかな芸風もあって、派手さを重要視する。演じ方も単純で、内容よりも見た目の美しさを意識している。「目利き」で懐紙を加えてツケ入りの見得をするのはここだけである。1944（昭和19)年12月京都南座顔見世で、羽左衛門は「二月堂」の良弁と、この「石切梶原」を演じてわずか数カ月後に疎開先で急死しており、彼にとって最後の舞台に演じた演目となった。
初代吉右衛門は、これも華やかさを重視するが、初代白鸚の言によれば「一つ一つに理屈がありました。中心は六郎太夫を慰めるくだりで、あすこが性根だと播磨屋（初代吉右衛門）は云っていました。」とあり、立役の情実さを重んじていた。初めの大庭兄弟の出会いでは酒宴に時間を割く演出でうららかな春の様子を表している。また、若いころは隈取りを入れて力強さを表していた。後半部における「石橋山合戦」の語りの件は三者の中でも一番丁寧に演じている。

### みどころ
内容は「目利き」「二つ胴」「石切り」の三部構成からなる。初めの「目利き」では、梶原の型の美しさ特に「切り先物打ちはばき元」の浄瑠璃に乗って、刀の出来栄えに感じ入る先の動きが見ものである。つづく「二つ胴」では、囚人が剣菱呑助という名で酒尽くしの台詞を並べるユーモラスな場面と、平三が刀を振り上げるときに、本釣鐘と風の音があって、紅白の梅の花が静かに散るという音響的にも視覚的にも優れた場面である。だが、初代鴈治郎の「見せ場はやはり石切りでしょう。」の言葉通り、全編のクライマックスは「石切り」で、導入部の梶原が合戦の有様をノリ地で話す華やかさで気分が盛り上がる。後半部の石切りの場面では、鴈治郎と羽左衛門は父娘を左右に置いて正面向きというシンメトリーの効果を狙った派手さ。吉右衛門は後ろ向きで、二人を上手に置いて手水鉢に移る影を切るという意味深な型をとっている。もっとも羽左衛門の、切った後前に飛び出すのは「桃太郎じゃあるまいし」と揶揄されたが、今ではこちらが格好良さもあって主流となっている。
中間部の頼朝挙兵のところから、囚人の台詞の間は、梶原はとくに仕どころもなく、和歌を案じるという形で待機しなければならない。だが、梶原役は決して気を抜いてはならず、十一代目團十郎は「一幕中に一貫した気持ち」が必要で「全体に気の張る役で、じっと座ってるだけでも、気持ちの動きを出さなければなりません。」とその難しさを説明している。
「あれモシ父さん」「剣も剣」「切り手も切り手」の三人によるノリ地の掛け合いの台詞は、歌舞伎の中でも屈指の名場面であるが、かつては大向こうから「役者も役者！」の掛け声がかかり、劇場内を盛り上げていた。

### 梶原の実像
実在の梶原景時は、源頼朝側近の御家人であるが、源義経と争い、頼朝に讒言するなどの陰険さが、『吾妻鏡』、『義経記』などの後世の史書、説話において悪いイメージを与えられ、他の歌舞伎狂言の『寿曽我対面』などでも敵役となっている。本作では思慮深い正義の侍としているのは作者の趣向であり、作中でも平三本人に「よしそれゆえに世に疎まれ、佞人讒者と指差され、死後の悪名うけるとも、いつかないとわぬわが所存」の台詞を入れている。